# Satoshi Yashiro
Satoshi Yashiro (japanisch 八代 敏 Yashiro Satoshi; * 10. Dezember 1974 in der Präfektur Ibaraki) ist ein ehemaliger japanischer Fußballspieler.

## Karriere
Yashiro erlernte das Fußballspielen in der Schulmannschaft der Koga Daiichi High School. Seinen ersten Vertrag unterschrieb er 1993 bei den Prima Ham Tsuchiura (heute: Mito HollyHock). Am Ende der Saison 2000 stieg der Verein in die J2 League auf. Ende 2000 beendete er seine Karriere als Fußballspieler.